# Broomcyclohexaan
Broomcyclohexaan (soms afgekort tot CXB) is een organische verbinding met als brutoformule C6H11Br. De stof komt voor als een kleurloze vloeistof, die onoplosbaar is in water.

## Synthese
Broomcyclohexaan wordt bereid door de radicalaire halogenering van cyclohexaan, met dibroom en een gepaste radicalaire initiator (zoals benzoylperoxide):

## Toepassingen
Broomcyclohexaan wordt gebruikt als stof om de brekingsindex van polymethylmethacrylaat (PMMA}, een thermoplastische transparante kunststof, aan te passen voor bepaalde optische toepassingen, zoals bij confocale microscopie van colloïden. Een mengsel van cis-decaline en broomcyclohexaan kan worden ingezet om zowel de brekingsindex als de dichtheid van de PMMA aan te passen.
Verder kan broomcyclohexaan gebruikt worden als bouwsteen in de organische synthese.